# Psorospermum brachypodum
Psorospermum brachypodum är en johannesörtsväxtart som beskrevs av John Gilbert Baker. Psorospermum brachypodum ingår i släktet Psorospermum och familjen johannesörtsväxter. Inga underarter finns listade i Catalogue of Life.